# 鮑勛
鮑 勛（ほう くん、? - 226年）は、中国後漢末期から三国時代の魏にかけての政治家。字は叔業（しゅくぎょう）。鮑勲とも表記される（勛と勲は類義）。遠祖は并州上党郡屯留県の人であり、後に兗州泰山郡東平陽県に移住した。前漢の司隷校尉の鮑宣の九世の孫。父は鮑信。兄は鮑卲。甥は鮑融（鮑卲の子）。

## 生涯
212年、父の功績によって、曹操に召され丞相掾となった。兄も新都亭侯に封じられている。
217年、曹操の嫡子の曹丕が太子に立てられると、鮑勛は太子中庶子に任じられた。鮑勛は誰に対しても公正な態度で接したため、太子中庶子であった間は曹丕の思い通りにもならなかった。魏郡に赴任した際は、曹丕の正妻である郭夫人の弟が犯した死刑相当の罪を免除するよう、曹丕から懇願されても独断で赦すことはしなかったため、恨みをもたれるようになったという。
220年、曹操が死去して曹丕が後を継ぐと、駙馬都尉・侍中を兼任した。曹丕（文帝）が即位した後は「狩猟などの遊びは後回しにされて、まずは内政を整えるべきであります」と常に上奏した。このため曹丕は鮑勛を煙たがり、上奏文を即座に破り捨てることまでするようになったという。
223年、司馬懿・陳羣の上奏によって御史中丞に任命された。
225年、曹丕が呉を討とうとすると、鮑勛は「呉と蜀は山川を頼みとしているため簡単に討つことはできません。今遠征を行ったとしても、敵の連中に利するだけに終わるでしょう」と諌めた。曹丕はさらに腹を立て、鮑勛を治書執法に左遷した。
曹丕が呉に敗れ寿春から帰還したとき、鮑勛は陳留太守の孫邕が設営途中の陣営堡塁を横切った罪を見逃したことがあった。孫邕を追及しようとしていた軍営令史の劉曜が罪を犯すと、鮑勛は劉曜の免職を上奏した。すると劉曜は、鮑勛が孫邕の罪を見逃したことを密かに上奏したという。これに対し曹丕は、鮑勛を逮捕して廷尉に引き渡すよう命じた。廷尉の高柔は、鮑勛の罪は懲役5年との判断を示したが、三官は法律によれば罰金で済むことだと主張したという。しかし、曹丕は激怒し三官以下を逮捕してしまった。その後も、鍾繇・華歆・陳羣らが鮑勛の父の功績を持ち出し弁護したが、曹丕は許そうとせず、ついに226年夏に鮑勛を処刑させた。
鮑勛は父と同様によく施しをしたため、彼が刑死した際には家に財産がほとんどなかった。また、鮑勛の死の20日後の5月17日に曹丕が病死したため、鮑勛を悼まない者はいなかったという。